# Mkongotema
Mkongotema ist ein Verwaltungsbezirk (Ward) des Distrikts Madaba in der tansanischen Region Ruvuma.

## Geografie
Mkongotema liegt im Südwesten von Tansania in einer Entfernung zwischen 25 und 100 Kilometer Luftlinie nördlich der Regionshauptstadt Songea. Der Bezirk grenzt im Norden an Matumbi, im Nordosten an die Region Morogoro, im Osten an Kitanda und Gumbiro, im Südosten an Mtyangimbole, im Süden an Mpandangindo, im Südwesten an Parangu und im Westen an Kilagano, Lituta und Wino. Bei der Volkszählung 2022 lebten 10.040 Menschen in 2754 Haushalten auf einer Fläche von 1259 Quadratkilometern.

## Gliederung
Der Bezirk besteht aus zwei Gemeinden (Mtaa) mit 15 Orten (Kitongoji):
| Magingo - Kihoho - Mjimwema - Mgingo | Lutukira - Amani - Huduma - Soweto - Ndelenyuma - Miembeni - Sungura - Muungano - Ofisini - Msikitini - Namanditi - Livalambaha - Majengo |

## Infrastruktur
- Bildung: Im Bezirk liegen zwei staatliche weiterführende Schulen.[7] Die Magingo Secondary School[8] ist eine reine Tagesschule, die Lipupuma Secondary School bietet auch Internatsplätze an.[9] Beide bilden Jugendliche bis zur 4. Stufe aus.
- Gesundheit: Für die medizinische Betreuung der Bevölkerung sorgen zwei staatliche[10][11] und eine private Apotheke.[12]
- Verkehr: Durch Mkongotema verläuft die asphaltierte Nationalstraße T6 von der Regionshauptstadt Songea nach Njombe.[13]